# ザパルテノス
ザパルテノスは、日本のアングロアラブ系種の競走馬、繁殖牝馬。主な勝ち鞍に1984年の福山4歳牝馬特別、1985年と1986年の全日本アラブクイーンカップ。

## 来歴
- 特記事項なき場合、本節の出典はJBISサーチ[1][3]

1983年にデビューし、3歳時は1戦して2着1回を記録。4歳となった1984年は、15戦して11月の福山4歳牝馬特別を含む7勝を挙げ、2着2回、3着2回を記録した。1985年も15戦し、10月の全日本アラブクイーンカップでホクトマリーを下して優勝したほか3勝の計4勝を挙げ、2着5回を記録。1986年は初戦から7戦勝てなかったが、10月10日の全日本アラブクイーンカップで2着のマルトヨバランシアに2馬身半の差をつけて勝ち、連覇を達成。これが最後のレースとなった。

## 引退後
引退後は繁殖牝馬となり、9頭の産駒が確認されている。

### 産駒一覧
|       | 生年   | 馬名                   | 性 | 毛色   | 父                 | 馬主               | 管理調教師                                       | 戦績       | 主な勝利競走 | 供用         | 出典   |
| ----- | ------ | ---------------------- | -- | ------ | ------------------ | ------------------ | ------------------------------------------------ | ---------- | ------------ | ------------ | ------ |
| 初仔  | 1988年 | クインザパルテノス     | 牝 | 黒鹿毛 | トライバルセンプー | 島田政             | 福山・東森實 →福山・東森優                       | 24戦4勝    |              | （繁殖牝馬） | [ 4 ]  |
| 2番仔 | 1990年 | リキプラネット         | 牝 | 黒鹿毛 | トライバルセンプー | 後藤繁樹 →岡村勝喜 | 名古屋・山田彦助 →高知・堅田忠雄 →福山・高本敏明 | 38戦6勝    |              | （繁殖牝馬） | [ 5 ]  |
| 3番仔 | 1991年 | ダイサンパルテノス     | 牝 | 鹿毛   | ハツタダイドウ     | 島田政             | 福山・東森優                                     | 35戦6勝    |              | （繁殖牝馬） | [ 6 ]  |
| 4番仔 | 1992年 | パルテノスセンプー     | 牝 | 黒鹿毛 | トライバルセンプー | 島田政             | 荒尾・工藤榮一                                   | 18戦12勝   |              | （繁殖牝馬） | [ 7 ]  |
| 5番仔 | 1993年 | （ザパルテノスの1993） | 牡 | 鹿毛   | スマノダイドウ     |                    |                                                  | （不出走） |              |              | [ 8 ]  |
| 6番仔 | 1994年 | テイリツパルテノス     | 牡 | 黒鹿毛 | スマノダイドウ     | （有）テイリツ     | 西脇・利國彦一                                   | 71戦2勝    |              |              | [ 9 ]  |
| 7番仔 | 1995年 | パルテノスライン       | 牝 | 黒鹿毛 | フィニッシュライン | 島田政             | 福山・高畦治夫                                   | 38戦6勝    |              |              | [ 10 ] |
| 8番仔 | 1996年 | タイセイキング         | 牡 | 鹿毛   | ハツタダイドウ     | 高浦清             | 園田・緒方勝                                     | 22戦2勝    |              |              | [ 11 ] |
| 9番仔 | 1998年 | ギャルソン             | 牡 | 黒鹿毛 | フィニッシュライン | 佐々木則昭 →田中晃 | 上山・五十嵐智 →福山・渡邉貞夫                   | 54戦4勝    |              |              | [ 12 ] |

## 血統表
| ザパルテノスの血統      | ザパルテノスの血統                                                                        | ザパルテノスの血統                                                                        | （血統表の出典）                                                                          | （血統表の出典）        |
| 父 エビタカラ 1976 鹿毛 | 父の父タガミホマレ 1962 栗毛                                                              | ミネフジ                                                                                  | バラツケー                                                                                | バラツケー              |
| 父 エビタカラ 1976 鹿毛 | 父の父タガミホマレ 1962 栗毛                                                              | ミネフジ                                                                                  | 梅橋                                                                                      |                         |
| 父 エビタカラ 1976 鹿毛 | 父の父タガミホマレ 1962 栗毛                                                              | バイオレツト                                                                              | サラ ミネオカ                                                                             | サラ ミネオカ           |
| 父 エビタカラ 1976 鹿毛 | 父の父タガミホマレ 1962 栗毛                                                              | バイオレツト                                                                              | 第三谷川                                                                                  |                         |
| 父 エビタカラ 1976 鹿毛 | 父の母エビヒメ 1967 鹿毛                                                                  | セイユウ                                                                                  | サラ ライジングフレーム                                                                   | サラ ライジングフレーム |
| 父 エビタカラ 1976 鹿毛 | 父の母エビヒメ 1967 鹿毛                                                                  | セイユウ                                                                                  | 弟猛                                                                                      |                         |
| 父 エビタカラ 1976 鹿毛 | 父の母エビヒメ 1967 鹿毛                                                                  | フミエ                                                                                    | ニユーバラツケー                                                                          | ニユーバラツケー        |
| 父 エビタカラ 1976 鹿毛 | 父の母エビヒメ 1967 鹿毛                                                                  | フミエ                                                                                    | シント                                                                                    |                         |
| 母 パルテノス 1974 鹿毛 | 母の父スカレー 1969 鹿毛                                                                  | エルシド                                                                                  | Nithard                                                                                   | Nithard                 |
| 母 パルテノス 1974 鹿毛 | 母の父スカレー 1969 鹿毛                                                                  | エルシド                                                                                  | Farida IV                                                                                 |                         |
| 母 パルテノス 1974 鹿毛 | 母の父スカレー 1969 鹿毛                                                                  | トモスカツプ                                                                              | トモスベビー                                                                              | トモスベビー            |
| 母 パルテノス 1974 鹿毛 | 母の父スカレー 1969 鹿毛                                                                  | トモスカツプ                                                                              | カツプフオード                                                                            |                         |
| 母 パルテノス 1974 鹿毛 | 母の母イチヨカミ 1964 鹿毛                                                                | リユウユウ                                                                                | サラ ライジングフレーム                                                                   | サラ ライジングフレーム |
| 母 パルテノス 1974 鹿毛 | 母の母イチヨカミ 1964 鹿毛                                                                | リユウユウ                                                                                | 弟猛                                                                                      |                         |
| 母 パルテノス 1974 鹿毛 | 母の母イチヨカミ 1964 鹿毛                                                                | ミスセント                                                                                | サラ セントライト                                                                         | サラ セントライト       |
| 母 パルテノス 1974 鹿毛 | 母の母イチヨカミ 1964 鹿毛                                                                | ミスセント                                                                                | 第四扶桑ノ一ノ一                                                                          |                         |
| 5代内の近親交配         | セイユウ・リユウユウ 3 × 3 = 25.00%、バラツケー 4 × 5 = 9.38%、ダイオライト 5 × 5 = 6.25% | セイユウ・リユウユウ 3 × 3 = 25.00%、バラツケー 4 × 5 = 9.38%、ダイオライト 5 × 5 = 6.25% | セイユウ・リユウユウ 3 × 3 = 25.00%、バラツケー 4 × 5 = 9.38%、ダイオライト 5 × 5 = 6.25% | [ § 2 ]                 |
| 出典                    | 1. 2.                                                                                     | 1. 2.                                                                                     | 1. 2.                                                                                     | 1. 2.                   |